# Metro Ligero de Samsun
El metro ligero de Samsun es un sistema de transporte en común funcionando en a ciudad de Samsun, Turquía. En 2025, incluye una única línea de 16 km de longitud. De los 16 vehículos iniciales AnsaldoBreda Sirio, la red a solicitado en compra 5 adicionales al constructor chino CNR Tangshan, por un precio de 7,5 millones de euros.

## Recorrido
- Gar − Üniversite